# Bomberman Party Edition
Bomberman Party Edition, conocido simplemente como Bomberman en Japón y Europa, es una versión para PlayStation del juego Bomberman de 1983. Además de ofrecer gráficos clásicos en el modo de un jugador, añade la opción de gráficos mejorados. El juego fue lanzado en PlayStation Network como un PSone Classic el 28 de mayo de 2008 en Japón y el 10 de diciembre de 2009 en Norteamérica.

## Jugabilidad
El modo de un jugador es similar al juego de Bomberman de 1985. El jugador controla a Bomberman en un área amplia repleta de bloques destructibles e indestructibles. Los bloques pueden ser destruidos con bombas, y pueden contener potenciadores que incrementen la velocidad de Bomberman, el tamaño de las explosiones de las bombas, el número de bombas que se puedan soltar a la vez, u otorguen la capacidad de explotar bombas pulsando un botón, o escalar paredes y bombas. Algunos potenciadores son temporales, que permiten a Bomberman ser inmune a bombas o monstruos. El objetivo de cada nivel consiste en despejar el área de monstruos, y después localizar la puerta, que se encontrará escondida debajo de un bloque al azar.
Luego de algunos niveles, el jugador puede acceder a un nivel bonus. Bomberman se volverá invencible y deberá destruir un sinfín de monstruos. La meta es intentar acumular suficiente puntaje hasta ganar una vida extra. Similar en diseño a Super Bomberman, existe un tema para cada mundo en el modo de un jugador. Este lanzamiento contiene un modo batalla, que cuenta con 8 caminos de 3 niveles cada uno.